# Междузвездни войни: Епизод VIII – Последните джедаи
„Междузвездни войни: Епизод VIII – Последните джедаи“ (на английски: Star Wars: Episode VIII – The Last Jedi) е американски научнофантастичен филм от 2017 г. на режисьора Райън Джонсън и осми в поредицата „Междузвездни войни“. Премиерата му е на 15 декември 2017 г.

## Сюжет
Внимание:  Текстът по-долу разкрива сюжета на произведението (или части от него)!
| „          | Преди много години в една далечна галактика… Силата на Първия Ред е неразделна. След като сложи край на мирната република, върховният лидер Сноук изпраща своите легиони през галактиката, за да установи военна диктатура в нея. На зараждащата се тирания се противопоставят само бойци от съпротивата под командването на генерал Лея Органа, които вярват, че майстор джедай Люк Скайуокър ще се завърне, а с него и искрица надежда. Базата на Съпротивата обаче е открита, корабите от Първия Ред се втурват към нея, а смелите герои подготвят прибързано отстъпление… | “ |
| Встъпление | |   |

Бунтовниците, водени от генерал Лея Органа, са набързо евакуирани от основната база на Съпротивата, докато армада от звездни разрушители от Първи ред приближава, водена от огромен дредноут. Прикривайки отстъплението, Поу Дамерън успява сам да се приближи до дредноута с малък боец и да унищожи отбранителните му оръжия. Вдъхновен от този успех, Поу, въпреки заповедите на Лея да се оттегли, изстрелва всички бомбардировачи, за да унищожи дредноута, а основната ударна сила на звездния флот на Първия ред е разбита от градушка от бомби на Съпротивата. Победата обаче идва на твърде висока цена – почти всички бойни кораби на Съпротивата са унищожени при тази атака, така че вместо награда генерал Органа понижава По в ранг. Сестрата на Роуз Тико също е сред загиналите.
Раздразнен от провала, върховният лидер Сноук използва Силата, за да хвърли и разтърси генерал Хъкс като кукла, но Хъкс уверява Сноук, че избягалият бунтовнически флот може да бъде проследен с най-новата технология за проследяване и атакуван с всички налични сили. Невъзможно е да се скрие от проследяване дори с помощта на „скок“ със свръхсветлинна скорост. Също така гневът на Сноук пада върху Кайло Рен, когото върховният лидер упреква за слабост. Разярен от това унижение, Рен разбива шлема си (имитирайки шлема на дядо му Дарт Вейдър) и лично ръководи атаката срещу флагманския кораб на Съпротивата, където е Лея. Майка и син усещат присъствието един на друг. Кайло Рен се поколебава да убие майка си и отстранява пръстите си от съдбовния бутон, но други бойци от Първи ред откриват смъртоносен огън. В резултат на тази атака командният мост на кораба е разрушен: адмирал Акбар и други офицери са убити, а Лея е изхвърлена в откритото пространство. Лея, използвайки Силата, се връща на кораба, но този опит отнема остатъка от силите й и тя изпада в кома. Командването се поема от най-близкия боен другар и приятелка на Лея, вицеадмирал Амилин Холдо.
Точно по това време на океанската планета Ак-То пристига Рей и среща Люк Скайуокър, който е в самоналожено изгнание. Рей иска Люк да я научи на уменията на джедай, но последният магистър от Ордена на джедаите категорично отказва и дори хвърля светлинния си меч, който Рей му донесе, в морето. Рей съобщава на Люк ужасната новина, че Кайло Рен е убил Хан Соло, собствения си баща, но дори това не може да трогне каменното сърце на Скайуокър. Едва след като старият и верен дроид R2-D2 разкрива дългогодишен запис на Лея, която моли за помощта на Оби-Уан Кеноби, Люк решава да даде на Рей три урока за Силата. Скайуокър обяснява на Рей същността на Силата, а също така ѝ разказва за разочарованието си от джедаите, които на върха на силата си не забелязват появата на Дарт Сидиъс, който създаде Империята и издигна Дарт Вейдър със собствените си ръце. Но последната капка в разочарованието на Люк е, че собственият му племенник също преминава към Тъмната страна и унищожава джедайската академия, основана от Люк. След тази трагедия Люк се скрива от всички на Ак-То и доброволно се „изключва“ от Силата. Ето защо нито Сноук, нито Рен могат да открият присъствието му в галактиката. Докато Лея е на острова, тя използва Силата, за да общува постоянно с Кайло Рен. Тя го убеждава да отиде на Светлата страна, а Рен я насърчава да тръгне след него. Усещайки, че в Кайло има добро, Рей решава да се срещне с него и напуска планетата. След заминаването на Рей Люк иска да изгори свещените книги на джедаите, но тогава се появява духът на самия Йода и насочва мълния към дървото, където се съхраняват книгите. След това Великият магистър казва на Люк, че не трябва да губи Рей, както веднъж загуби Бен Соло, който стана Кайло Рен.
Междувременно флотът от Първи ред продължава да преследва единствения крайцер на Съпротивата. Осъзнавайки, че горивото скоро ще свърши и всички ще бъдат унищожени от непреодолима сила, Поу кани Фин и Роуз тайно да се промъкнат на борда на флагмана на Първи ред и да деактивират системата за проследяване. Това може да стане само с помощта на квалифициран хакер. Деймерън се свързва с Маз Каната и тя съветва да го търсят в град Канто Байт на планетата Кантоника. Фин и Роуз кацат в Кантоника и се опитват да намерят хакер в казиното. Те са арестувани за незаконно паркиране на космически кораб, а в затвора Фин и Роуз срещат мъж, който се оказва хакер. Заедно те бягат от затвора и скоро проникват в звездния разрушител „Превъзходството“, където се опитват да деактивират проследяването. Въпреки това, поради предателството на хакера, планът е осуетен, Фин и Роуз са заловени от Първия ред, а капитан Фазма нарежда публично да бъдат обезглавени.
В същото време корабите от Първи ред унищожават последния кораб на Съпротивата, придружаващ флагманския крайцер, а вицеадмирал Холдо решава да избяга с помощта на малки транспортни кораби. Поу Дамерън, заедно със своите привърженици, се бунтува и отстранява Холдо от командването. Поу решава да опита отново да се откъсне от преследването, но не знае, че Фин и Роуз не са изключили проследяването и че нов хиперскок ще бъде безполезна загуба на ценно гориво. Но тогава Лея, която изпадна в кома, се връща към живота. Тя зашеметява Деймерън с бластер и нарежда на всички незабавно да се евакуират на планетата Крейт, където се надява да се скрие в стара и изоставена база на Съпротивата. Остатъците от Съпротивата се спускат върху малки и незащитени транспортни кораби и бавно си проправят път към планетата Крейт. На крайцера остава само Амилин Холдо.
Пристигайки на борда на звездния разрушител „Превъзходството“, Рей се изправя лице в лице със самия Върховен лидер Сноук. Той се смее подигравателно и признава, че знае как да контролира мислите и че цялата комуникация между Рей и Кайло Рен е негова работа. Рей се опитва да убие Сноук, но не очаква колко чудовищна е Силата на Върховния лидер. Сноук показва как звезден разрушител методично сваля транспортните кораби на Съпротивата един по един и след това нарежда на Кайло Рен да убие Рей. Неочакваното обаче се случва: Рен, незабелязана от Сноук, активира светлинния меч, лежащ върху ръката на трона на Върховния лидер, и разрязва Сноук наполовина. Работейки заедно, Рен и Рей унищожават телохранителите на Сноук, а след това Рен призовава Рей да остане, да обедини усилията си и да работи с него, за да установи нов ред в галактиката. Рей отказва и се опитва да вземе светлинния меч на Люк, но Кайло Рен ѝ се съпротивлява. Опитвайки се да отделят светлинния меч един от друг, те го счупват наполовина.
Вицеадмирал Холдо вижда как „Превъзходството“ сваля беззащитните товарни кораби на Съпротивата. Тя завърта крайцера и се насочва с хиперскорост към флагмана от Първи ред, разкъсвайки го на две. С тази саможертва Холдо позволява на остатъците от Съпротивата да стигнат до базата, помага на Рей да избяга в „Хилядолетния сокол“, а също така спасява Фин и Роуз от екзекуция по време на изпълнението на присъдата. Фин влиза в дуел с Фазма и тя умира. Фин и Роуз използват BB-8, за да стигнат до старата бунтовническа база на планетата Крейт.
В тронната зала генерал Хъкс открива двете половини на Сноук, мъртви бодигардове и Кайло Рен, зашеметен от експлозията. Хъкс е на път да довърши Рен, но той идва в съзнание и се обявява за новия Върховен лидер. Кайло Рен дава заповед за атака на бунтовническата база. Силите на Съпротивата се борят с атаките на Първия ред, но когато „мини-репликата“ на „Звездата на смъртта“ е разположена, става ясно, че Съпротивата е приключила. И в този момент Люк Скайуокър изведнъж се появява в базата. Огънят от всички оръжия не причинява никаква вреда на последния майстор на Ордена на джедаите, а след това Кайло Рен се бие лично с Люк. Рен разрязва Скайуокър наполовина, но се оказва, че Кайло се бори с фантом. Самият Люк отново се свърза със Силата и, използвайки последните резерви на живота, създава своя собствена проекция. Това е последната помощ на Скайуокър за Съпротивата. Докато Кайло Рен се бие с Люк, Лея и остатъците от Съпротивата бягат от базата в „Хилядолетния сокол“ с Рей. Изтощеният Люк умира и като всеки джедай се разтваря в Силата.
На „Хилядолетния сокол“ Фин се грижи за ранена Роуз. В момента, в който вади одеяло, за да покрие момичето, в кутията се виждат кориците на свещените джедайски книги. Рей тайно е взела цялата библиотека на Ордена на джедаите. Съпротивата е победена в битка, но войната за свобода срещу Първия ред продължава…

## Актьорски състав
| Актьор                                                                           | Роля                                                                                                |
| -------------------------------------------------------------------------------- | --------------------------------------------------------------------------------------------------- |
| Дейзи Ридли                                                                      | Рей – бивша вехтошарка от планетата Джаку, войник от Съпротивата, който може да използва Силата     |
| Джон Бойега                                                                      | Фин – бивш щурмовак FN-2187 от Първия ред, войник от Съпротивата                                    |
| Оскар Айзък                                                                      | Поу Дамерън – един от най-добрите пилоти на Съпротивата                                             |
| Адам Драйвър                                                                     | Кайло Рен – новият върховен лидер на Първия ред                                                     |
| Анди Съркис (гласът на този герой)                                               | Сноук – върховният лидер на Първия ред                                                              |
| Донал Глийсън                                                                    | Армитидж Хъкс – генерал от Първия ред                                                               |
| Марк Хамил                                                                       | Люк Скайуокър – последен майстор джедай, живеещ в самоналожено изгнание                             |
| Кари Фишър                                                                       | Лея Органа-Соло – генерал на силите на Съпротивата                                                  |
| Лора Дърн                                                                        | Амилин Холдо – вицеадмирал на силите на Съпротивата                                                 |
| Лупита Нионг'о (гласът на този герой)                                            | Маз Каната – бивш пират и контрабандист, управлявал междузвездна механа в замък на планета Такадана |
| Антъни Даниълс                                                                   | C-3PO – дипломатически протоколен дроид                                                             |
| Джими Ви                                                                         | R2-D2 – дроид астромеханик                                                                          |
| Джонас Суотамо                                                                   | Чубака – извънземно от планетата Кашуик, главен съдружник на Хан Соло                               |
| Гуендолин Кристи                                                                 | капитан Фазма – командир на легионите на щурмовиците от Първия ред                                  |
| Кели Мари Тран                                                                   | Роуз Тико – пилот на Съпротивата                                                                    |
| Франк Оз (гласът на този герой)                                                  | Великият майстор Йода – най-могъщият джедай, който се превръща в дух на Светлата страна на Силата   |
| Бенисио дел Торо                                                                 | DJ – хакер                                                                                          |
| Били Кейн Лурд                                                                   | Коникс – лейтенант от Съпротивата                                                                   |
| Тимъти Роуз (герой) Том Кейн (гласът на този герой)                              | Адмирал Акбар – един от бунтовническите лидери                                                      |
| Майк Куин (контрол на куклата на герой) Бил Кипсанг Ротич (гласът на този герой) | Ниен Нанб – един от бунтовническите лидери                                                          |
| Аманда Лорънс                                                                    | Д'Аси – командир от Съпротивата                                                                     |
| Марк Луис Джоунс                                                                 | Канади – капитан от Съпротивата                                                                     |
| Ейдриън Едмъндсън                                                                | Пийви – капитан от Съпротивата                                                                      |
| Нго Тхан Ван                                                                     | Пейдж Тико – артилерист от Съпротивата, сестра на Роуз Тико                                         |
| Джъстин Теру                                                                     | главен хакер                                                                                        |
| Лили Коул                                                                        | приятелка на главния хакер                                                                          |
| Джоузеф Гордън-Левит (гласът на този герой)                                      | Слоуен Ло                                                                                           |
| Уоруик Дейвис                                                                    | Водибин                                                                                             |
| Хърмаяни Корфийлд                                                                | Талисан „Тали“ Линтра – пилот от Съпротивата                                                        |
| Ной Сеган                                                                        | Старк – пилот от Съпротивата                                                                        |
| Джейми Кристофър                                                                 | Табс – пилот от Съпротивата                                                                         |
| Хю Скинър                                                                        | офицер от Съпротивата                                                                               |

## Интересни факти
- Този филм е последният с участието на актрисата Кери Фишър. Преди премиерата на филма е официално обявено, че всички сцени на Фишер са заснети преди смъртта ѝ и не са използвани CGI ефекти за нейното „възкресение“.
- По време на снимките на ирландския остров Скелиг-Майкъл е много трудно за актьора Марк Хамил да преодолява непрекъснато изкачването до върха на планината и той шеговито поиска разрешение от филмовите продуценти да постави временно жилище на острова (лека сглобяема къща или туристическа палатка). Получен е официален отговор от ирландските власти – това е строго забранено, тъй като островът е обект на световното наследство на ЮНЕСКО.
- Външният вид на Поргите се основава на истински птици пуфини, които живеят на Скелиг-Майкъл, а за сцени с тяхно участие са използвани както аниматроника, така и CGI ефекти.
- Това е първият филм от „Междузвездни войни“, в който не участва актьорът Кени Бейкър (той умира на 13 август 2016 г.), който играе R2-D2 във всички предишни филми. Той е заменен от актьора Джими Ви.
- Актьорът Юън Макгрегър наистина иска да изиграе отново Оби-Уан Кеноби във филма, но режисьорът Райън Джонсън не успя да намери възможност този герой да се появи в сценария.
- Космическият крайцер на генерал Лея Органа носи името „Радус“ на героя на адмирал Радус от Rogue One: История от Междузвездни войни.
- Първоначално на Хоакин Финикс е предложена ролята на хакера, но той я отказва и в крайна сметка Бенисио Дел Торо получава ролята.
- Вратата към хижата на Люк на планетата Ак-То е направена от крилото на неговия изтребител.
- Режисьорската версия на филма е над три часа и затова режисьорът Райн Джонсън трябва да изреже много сцени и сюжетни линии.
- По време на снимките на дуела между Фин и капитан Фазма, Райн Джонсън не може да реши как да покаже лицето на Фазма. В резултат на това Дейзи Ридли предлага успешна идея на режисьора зрителят да вижда само едното око на Фазма – безразлично и човешко.
- Трите деца (Нейтън Елиас, Грифин Тобиас и Челси Елизабет) на Марк Хамил участват като трима бойци от Съпротивата, излизащи от окопите на планетата Крейт.
- По време на снимките на сцените в казиното в тях участва кучето на актрисата Кари Фишър на име Гари. То може да се види до посетител на казиното с черен фес.
- Холограмата на принцеса Лея, записана в паметта на R2-D2, е пресъздадена от оригинала от Междузвездни войни: Епизод IV - Нова надежда.
- Според координатора на каскадите Лян Янг, практикуването на движенията на светлинния меч на Дейзи Ридли обикновено отнема три дни. Ридли обаче успява да ги научи само за час и половина.
- В този филм Гуендолин Кристи е обучена да владее меча с каскадьор на име Смиф, който преди това е обучавал Кристи за снимките на Игра на тронове.
- В Междузвездни войни: Епизод VII - Силата се пробужда Рей прорязва лицето на Кайло Рен със светлинен меч, нанасяйки разкъсване на носа му. В „Последните джедаи“ режисьорът Райън Джонсън умишлено „прехвърля“ белег от зараснала рана под дясното око на героя. Това „поставяне“ на белега е в съответствие с това на Анакин Скайуокър в Междузвездни войни: Епизод III – Отмъщението на ситите.
- Достатъчно изненадващо, във филма „порг“ или „порги“ никога не се споменават поименно.
- В този филм екипировката на щурмовак от Първи ред е малко по-различна от тази в предишния филм. Най-забележимата разлика е в шлема, който има по-остри контури и наподобява дизайна на класическите щурмоваци на Империята.
- Спасителната капсула на „Хилядолетния сокол“ е специално проектирана, за да изглежда като ковчег.
- По време на снимките в казиното е създадена настройка за BB-8, която всъщност изстрелва монети от неговото „тяло“.
- В този кратък момент, когато изкуствената ръка на Люк влиза в рамката, в нея може да се види малка дупка близо до китката. Това е следата от изстрел в ръката, когато Люк се бие на баржата на Джаба Хътянина в Междузвездни войни: Епизод VI - Завръщането на джедаите.
- Това е първият филм от „Междузвездни войни“, в който актьорът Питър Мейхю, постоянният изпълнител на ролята на Чубака, не можа да играе поради здравословни проблеми. Вместо това Чубака е изигран от Джонас Суотамо, който преди това е дубльор на Мейхю в „Междузвездни войни: Епизод VII – Силата се пробужда“.
- По време на снимките на този филм Джон Бойега се занимава много със спорт и строга диета. Но един ден актьорът отива до караваната на Кари Фишър и ѝ казва, че е уморен да яде здравословна, но безвкусна храна. Фишер веднага предлага на Бойега шоколад и бонбони, които тя е скрила (лекарите са забранили на Фишер да яде сладкиши) в хладилника си. Оттогава Бойега отива от време на време при Кари, когато иска да хапне малко бонбони.
- За да покаже останките от шлема на Кайло Рен, режисьорът Райн Джонсън сам разбива реквизита, като го стъпква с краката си.
- Дизайнът на казиното е вдъхновен от град Монако.
- Всеки филм от кино сагата винаги има различни начални фанфари, тъй като се записва отделно за всеки филм.
- Тронната зала на Сноук е любимият декор на режисьора Райън Джонсън. В тази стая всички декорации са абсолютно истински, изработени от дърво, плат, пластмаса и други неща. Единственият „нереален“ (компютърен) персонаж в тази стая е самият Сноук.
- След като снимките приключват на остров Скелиг-Майкъл, целият екип вдига купон в една от местните кръчми. Дейзи Ридли, която е работила като барман в Лондон преди актьорската си кариера, застава зад щанда и обслужва актьорския състав и екипа.
- В епизода, когато Люк Скайуокър взема амулета на Хан Соло (свързани зарове) от „Хилядолетния сокол“, в кадър е ръката на режисьора Райън Джонсън, а не на Марк Хамил.
- Принцеса Лея е единственият оцелял човешки герой от „Голямата тройка“ (Люк Скайуокър, Лея Органа и Хан Соло) в този филм, докато в действителност Кери Фишър е единственият починал актьор.
- И двамата британски принцове Хари и Уилям се появяват в този филм като двама неназовани щурмоваци в сцена, в която крадец плаща за предателството си.
- В допълнение към Люк Скайуокър, Марк Хамил играе извънземен играч на име Доби Скай в този филм.